# SHIFT (moviment)
SHIFT és un moviment presentat l'any 2019 per reclamar i reivindicat el dret humà fonamental a l'habitatg, allunyant-se de l'habitatge com a lloc per invertir l'excés de capital, cap a l'habitatge com a lloc per viure amb dignitat, criar famílies i participar en la comunitat.
Leilani Farha (Relatora Especial de l'ONU sobre Dret a l'habitatge) n'és la principal impulsora original juntament amb Ada Colau.
Leilani Farha lluita contra la depredació de l'habitatge residencial i l'habitatge social a través de les finances desregulades, basades en paradisos fiscals i el blanqueig de capitals, en detriment de la diversitat d'accés a un habitatge adequat i a l'habitatge social.
Ella teoritza un punt d'inflexió crític, que demana organització i resistència contra l'alienació de l'habitatge. La seva acció està documentada per PUSH publicat el 2019.
Les promeses de finançament canadenques de la Corporació Hipotecaria i d'Habitatge del Canadà per al seu Consell Nacional de l'Habitatge no s'han complert, s'han perdut oportunitats, però seran essencials en la fase de recuperació econòmica posterior a la COVID-19 al juny de 2020.